# 黃埔宣道小學
黃埔宣道小學（英語：Alliance Primary School, Whampoa）是一所香港九龍城區的津貼小學，位於黃埔花園內，前身為1971年創立的石籬宣道小學之上午校，並於1997年遷入現址及更名。

## 歷任校監

### 石籬宣道小學時代
- 蔡馬傑華女士[2]
- 陳世昌先生[3]

### 黃埔宣道小學時代
- 方李亦仁女士[4]
- 甘偉強先生

## 歷任校長

### 石籬宣道小學時代

#### 上午校
- 陳活舒先生（1971年-？，創校校長，後改任下午校校長）
- 馬耀光先生（第二任，後改任下午校校長）
- 許賢佳先生（？-1992年，第三任，原為下午校校長）（2018年逝世[5]）
- 胡國烽先生（1992年-1997年，第四任校長，隨學校搬遷而過渡至黃埔宣道小學）[4]

#### 下午校
- 馮肇誠先生（1972年-？，創校校長，後轉職至九龍婦女福利會李炳紀念學校及嶺南大學香港同學會小學[6]）
- 陳活舒先生（第二任，原為上午校創校校長，後轉職至九龍婦女福利會李炳紀念學校）
- 許賢佳先生（第三任，後改任上午校校長）
- 馬耀光先生（第四任，原為上午校校長，後轉職至救世軍田家炳學校下午校[7]）
- 蔡維章先生（約1980年代中尾，第五任）
- 胡國烽先生（不早於1988年-1992年，末任校長，後改任上午校及全日制首任校長）[4]

### 黃埔宣道小學時代
- 胡國烽先生（1997年-2003年，全日制第一任校長，由石籬宣道小學過渡）
- 張景蘇先生（2003年-2009年，全日制第二任校長）
- 蔡婉英女士（2009年-2020年，全日制第三任校長）[8][9]
- 李德衡先生（2020年起，全日制現任校長，原黃埔宣道小學學校主任，由中華基督教會全完第二小學轉職）[10]

## 重大事件
- 2013年3月20日，早上七時許，位於校內的停車場發生車禍。一名王姓女教師在駕駛私家車進入校內期間，意外撞到同在校內停車場的校巴，有學童受驚大哭。事件造成車上十多名學童因此而受傷送院。
- 2018年9月16日，在超強颱風山竹襲港期間，紅磡海濱廣場部分幕牆被烈風吹破，當中部分玻璃碎片更吹入此校範圍，導致此校在所有風球取消後仍要停課一日，以處理風災造成的破壞[11]。
- 2018年11月，一名教師涉嫌塗改任教班別的英文課試卷，試圖以此提升該等班別成績，但在覆核時被其他教師揭發。事後，該次考試成績因而作廢，而涉事教師最後亦告辭職[12]。

## 歷史
黃埔宣道小學前身為「石籬宣道小學」，於1971年在葵涌石籬邨近15座的校舍開辦，並於同年8月22日舉行獻校主日崇拜。在開辦首年，此校僅設有上午校，而下午校要到翌年才開設。
由於第一代校舍於1985年被列為危樓，必須盡快拆卸，此校於1988年遷往同邨原陶秀學校空置校舍。
雖然此校成功遷入同邨的另一座校舍，但仍受整體重建計劃影響，原來需於1997年停辦，並於1992/1993學年起結束下午校，繼而於一年後將舊校教會（香港九龍塘基督教中華宣道會石籬堂）分拆。其後，由於舊校1995年再獲政府批出黃埔花園的新建校舍，因此「石籬宣道小學上午校」得以續辦，並於1997年8月以全新學校的名義遷校及實施全日制，成為現今的黃埔宣道小學。此校的遷建費用雖然獲張文泰長老伉儷捐助，但由於他們婉拒而沒有冠名。
而在1998-2000年間，黃埔宣道小學部分課室曾借予同系重建中的九龍塘宣道小學，用作臨時校舍之用。
值得一提的是，由於此校在遷入黃埔花園時以全新學校名義註冊，因此舊校校友身份不能用於為子女入學加分。

## 校舍

### 石籬邨第一、二代校址
此校前身的「石籬宣道小學」，其第一、二代校舍均為「火柴盒」小學，分別鄰近該邨第15座及12座。該校舍連同地下樓高6層，設有24間課室。
第一代校舍已於1989年9月因結構問題而被拆卸，而第二代校舍亦在1997年隨學校遷入紅磡而停用，並於翌年拆卸，原址分別為同一屋邨的石富樓及石榮樓。

### 黃埔花園第三代校址
此校現址為一座1995年版小學靈活式校舍，佔地6,200平方米，設有30間課室連各種特別室，於1997年隨學校遷入而啟用。
值得一提的是，第三代校舍連同毗鄰的葛量洪校友會黃埔學校，以及將軍澳基督教神召會梁省德小學，為全港首批同類小學校舍之一，於1996年5月動工。

#### 現時校舍圖集

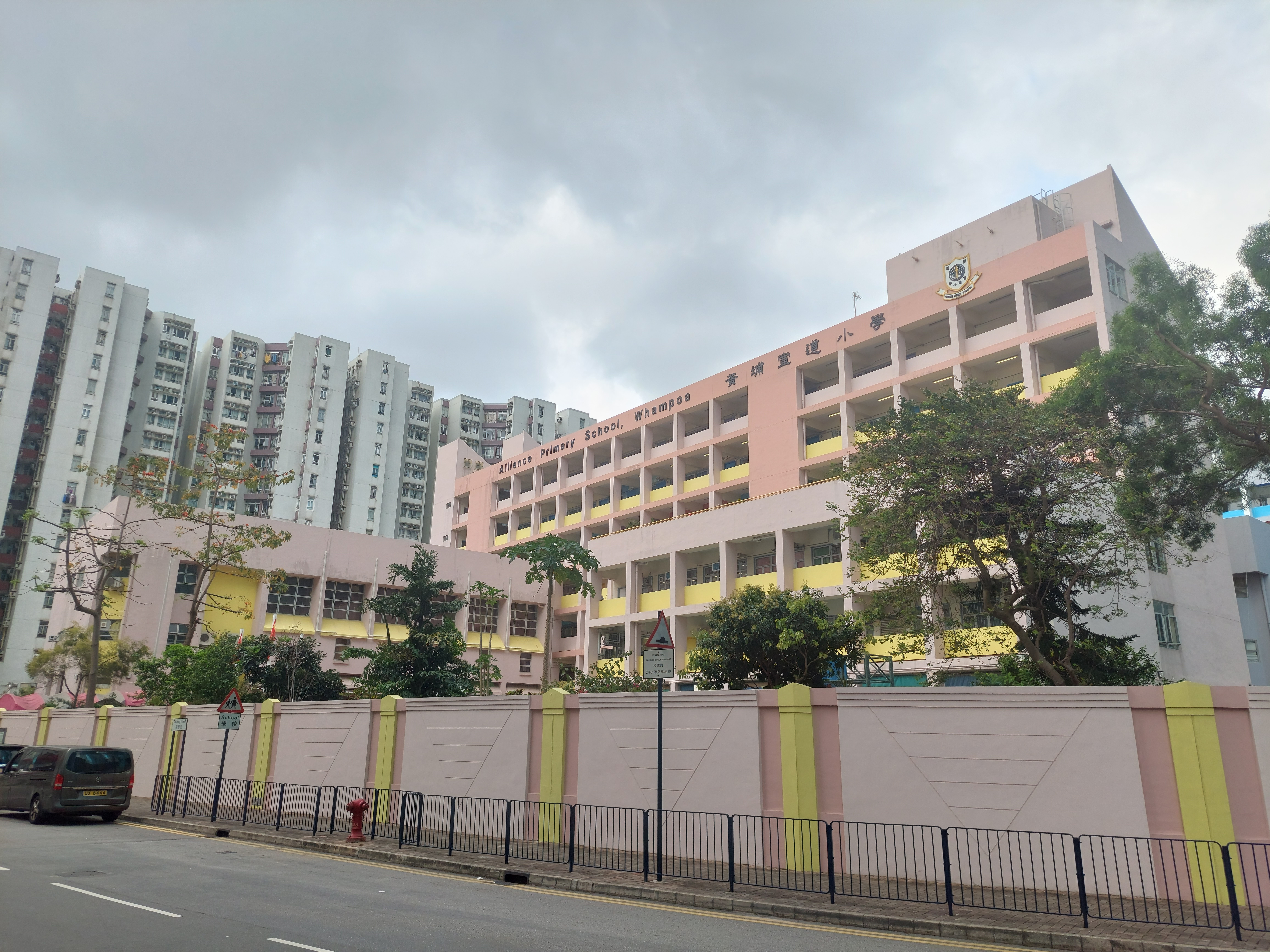
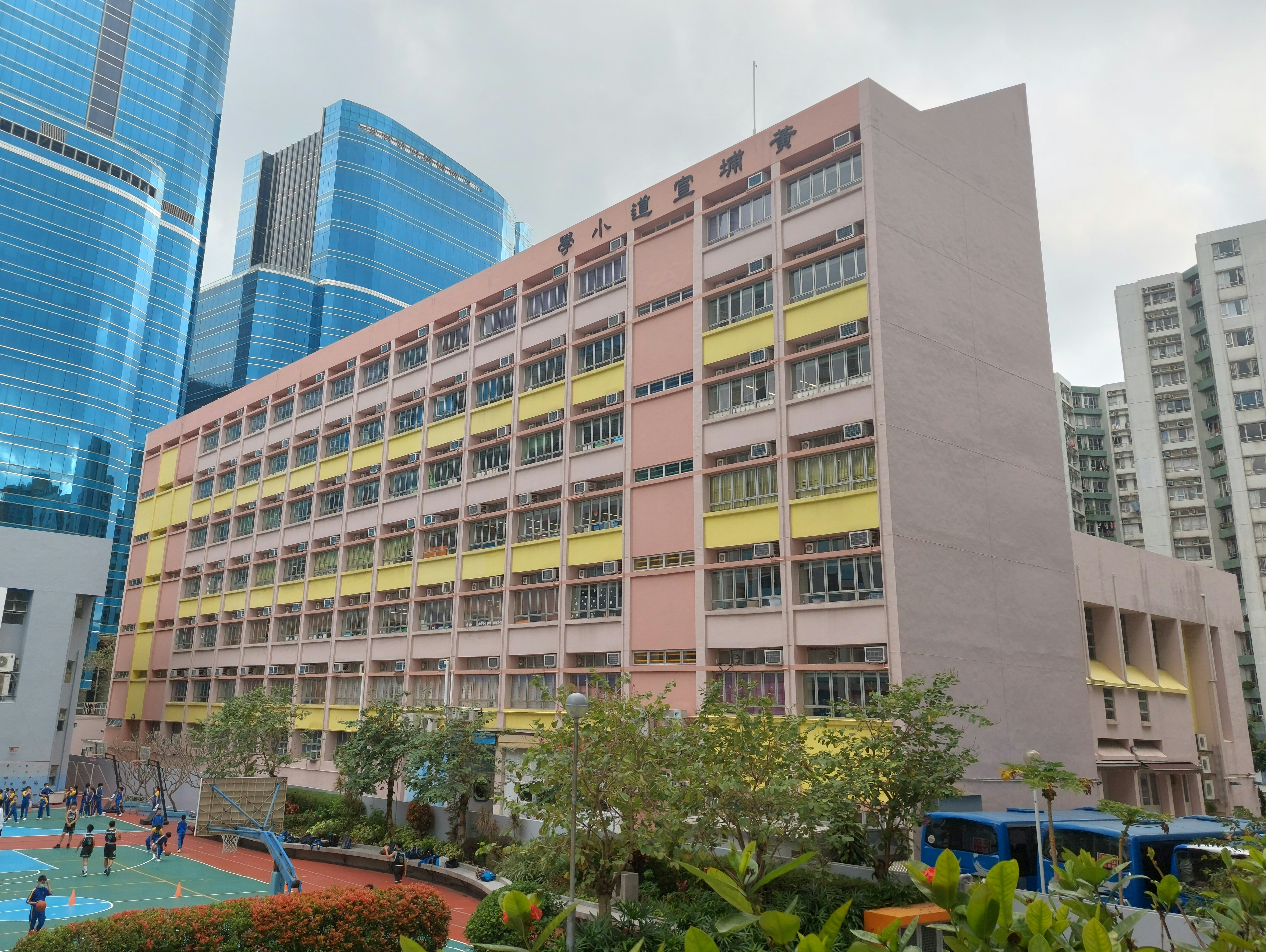

## 著名校友

### 石籬宣道小學時代
- 潘小濤：時事評論員、資深傳媒人
- 黃智賢：香港男演員[註 1]（下午校）

### 黃埔宣道小學時代
- 李昀致：唱跳歌手，藝名「Sky」、香港MK pop唱跳組合Faith成員（2011年畢業）
- 謝芊彤：歌手，女子組合雷同二友成員（2002年畢業）[21]
- 謝芊蕾：歌手，女子組合雷同二友成員

## 外部連結
- 黃埔宣道小學官方網站 （页面存档备份，存于）